# Oceanitinae
Az Oceanitinae a madarak (Aves) osztályának a viharmadár-alakúak (Procellariiformes) rendjébe, ezen belül a viharfecskefélék (Hydrobatidae) családjába tartozó alcsalád.

## Tudnivalók
A hagyományos rendszerezés szerint az Oceanitinae alcsalád a viharfecskefélék két alcsaládjának az egyike. Fajai főleg a déli félgömbön találhatók meg. Ez a viharfecskecsoport volt a második, amely különvált a viharmadár-alakúak törzscsoportjától, jóval később, mint a család másik alcsaládja, az úgynevezett Hydrobatinae alcsalád; emiatt újabban az alcsaládokat önálló családi szintre szeretnék felemelni a modern ornitológusok.

## Rendszerezés
Az alcsaládba az alábbi 5 madárnem és 9 faj tartozik:
- Fregetta Bonaparte, 1855 – 3 faj
- Garrodia Forbes, 1881 – 1 faj
  - szürkehátú viharfecske (Garrodia nereis) (Gould, 1841)
- Nesofregetta Mathews, 1912 – 1 faj
  - polinéziai viharfecske (Nesofregetta fuliginosa) (Gmelin, 1789)
- Oceanites Keyserling & Blasius, 1840 – 3 faj[2]
- Pelagodroma Reichenbach, 1853 – 1 faj
  - fehérarcú viharfecske (Pelagodroma marina) (Latham, 1790)

## Fordítás
- Ez a szócikk részben vagy egészben  az   Oceanitinae című angol Wikipédia-szócikk ezen változatának fordításán alapul.  Az eredeti cikk szerkesztőit annak laptörténete sorolja fel. Ez a jelzés csupán a megfogalmazás eredetét és a szerzői jogokat jelzi, nem szolgál a cikkben szereplő információk forrásmegjelöléseként.